# Provincia de Ubangi del Sur
Ubangi del Sur (en francés: Sud-Ubangi) es una de las veintiséis provincias de la República Democrática del Congo, creada de acuerdo con la Constitución de 2005.

## Historia
De 1966 a 2015, Ubangi del Sur fue administrado como un distrito como parte de la provincia de Équateur.

## Administración
La capital de Ubangi del Sur es la ciudad de Gemena. La ciudad de Zongo, administrada por separado, sería la capital de la nueva provincia.
Los territorios de la provincia son:
- Budjala
- Gemena
- Kungu
- Libenge